# Super High Me
Super High Me es un documental acerca de los efectos de consumir cannabis sin parar durante 30 días. Su protagonista es el comediante Doug Benson. El nombre del documental está basado en el documental de Morgan Spurlock, Super Size Me.
En Super High Me Benson pasa 30 días sin consumir marihuana y luego 30 realizando su consumo diario. Benson afirma que Super High Me es como "Super Size Me pero con marihuana en vez de McDonalds".
Para evitar la alteración de los resultados del experimento, Benson no consumió alcohol durante los dos meses de realización del documental. La película también incluye entrevistas con activistas a favor de la marihuana, dueños de dispensarios, políticos y pacientes que utilizan la marihuana de forma medicinal. Benson afirma que con este documental le dice a los niños que "no fumen marihuana hasta convertirse en comediantes profesionales".
El DVD fue lanzado el 20 de abril de 2008. 